# Dielsiochloa
Dielsiochloa és un gènere de plantes de la família de les poàcies, ordre de les poals, subclasse de les commelínides, classe de les liliòpsides, divisió dels magnoliofitins. L'única espècie coneguda és originària de Bolívia, nord-oest d'Argentina i el nord de Xile.

## Taxonomia
- Dielsiochloa floribunda (Pilg.) Pilg.
  - Dielsiochloa floribunda var. floribunda
  - Dielsiochloa floribunda var. majus Pilg.
  - Dielsiochloa floribunda var. weberbaueri (Pilg.) Pilg.